# Кюльхири (Красноармейский район)
Кюльхири́ (чув. Кӳлхӗрри) — деревня в Красноармейском муниципальном округе Чувашской Республики.

## География
Находится в северной части Чувашии, на расстоянии приблизительно 7 км на запад-юго-запад по прямой от районного центра села Красноармейское у озера Кюльхири.

## История
Известна с 1858 года как околоток деревни Караево (ныне село) с 33 дворами и 265 жителями. В 1906 году было учтено 72 двора, 332 жителя, в 1926 — 76 дворов, 318 жителей, в 1939—372 жителя, в 1979—298. В 2002 году было 76 дворов, в 2010 — 62 домохозяйства. В 1929 был образован колхоз им. Войкова, в 2010 году действовали ООО «Караево», ООО «Крина». До 2021 года входила в состав Караевского сельского поселения до его упразднения.

## Население
Постоянное население составляло 206 человек (чуваши 100 %) в 2002 году, 171 в 2010.